# Анортит
Анортитът е минерал от група фелдшпати (плагиоклаз).  Химична формула – CaAl2Si2O8, като има CaO – 20,1 %, Al2O3−36, 7 %, SiO2 – 43,2 %. Цветът му в бял, сив, понякога жълт, червен или безцветен. Анортитът е екстремен член на непрекъсната поредица от твърд разтвор албит (NaAlSi3O8) – анортит (CaAl2Si2O8)
Твърдост 6 – 6,5. Плътност 2,76 гр/см3.

## Етимология
Името на анортита идва от гръцките думи αν (ан) и oρθός (ортос), „не е прав ъгъл“ или „скосен“ – от скосената триклинна форма на кристалите.

## Находища
Среща се в Карелия, Урал, Украйна, България